# Х мост
Х мост (енг. H-bridge) је електронско коло које омогућује контролу смјера струје кроз једносмјерни електромотор или кроз неки други потрошач. Промјеном смјера струје кроз арматуру једносмјерног мотора, мијења се смјер ротације његове осовине. 
Х мост се често примјењује у електронским колима, изведен као интегрисано коло или са дискретним транзисторима. Може се извести и са релејима или обичним прекидачима, ако није потребна велика брзина прекапчања.

## Термин
Име Х мост долази од графичког приказа струјног кола, које изгледа као латинично слово H. 

## Рад
Затварањем дијагоналног пара прекидача (нпр. 1 и 4) а отварањем другог пара, струја тече у једном смјеру кроз потрошач. Ако су 2 и 3 затворени а 1 и 4 отворени, смјер струје се мијења.
Треба водити велику пажњу о томе да се спријечи затварање сва четири прекидача одједном, или оба прекидача на једној страни Х моста, пошто ово доводи до директног кратког споја.

## Примјена
Стварно извођење се обично ради са дискретним компонентама (транзисторима) или интегрисаним колима подешеним за ту сврху. Релеји и обични прекидачи долазе у обзир за мање брзине рада. 